# Фінспонг
Фінспонг (швед. Finspång) — містечко (tätort, міське поселення) на Півдні Швеції в лені  Естерйотланд. Адміністративний центр комуни Фінспонг.

## Географія
Містечко знаходиться у північній частині лена  Естерйотланд за 140 км на південний захід від Стокгольма.

## Історія
Фінспонг — традиційне промислове містечко. Перші підприємства були засновані в 1580 році, коли стала до ладу Королівська ливарна фабрика для виготовлення гармат і гарматних ядер. 
Замок Фінспонг був побудований Луї де Геєром (1622–1695), а навколо нього розвивалися промисловість і оранжерея до містечка Фінспонг. 
У 1942 році Фінспонг отримав статус чепінга (торговельного містечка),

## Герб міста
Герб було розроблено для торговельного містечка (чепінга) Фінспонг: щит перетятий, у верхньому червоному полі алхімічний знак заліза, у нижньому срібному полі — п’ять червоних ромбів у балку, поверх середнього — три золоті лілії у стовп. Щит перетятий, у верхньому червоному полі алхімічний знак заліза, у нижньому срібному полі — п’ять червоних ромбів у балку, поверх середнього — три золоті лілії у стовп. Герб отримав королівське затвердження 1944 року.   
Після адміністративно-територіальної реформи, проведеної в Швеції на початку 1970-х років, муніципальні герби стали використовуватися лишень комунами. Цей герб був 1971 року перебраний для нової комуни Фінспонг. 

## Населення
Населення становить 13 279 мешканців (2018). 

## Економіка
У 1913 році в місті було засновано турбінний завод STAL, оскільки тут були доступні як хороші металоконструкції, так і кваліфікована робоча сила. У 1916 році фірма стала дочірньою компанією ASEA.
Сьогодні основними галузями промисловості є виготовлення турбін та обробка металу.

## Спорт
У поселенні базується спортивний клуб Фінспонг АІК, який має секції хокею з мячем, футболу, хокею, гандболу та інших видів спорту.

## Галерея

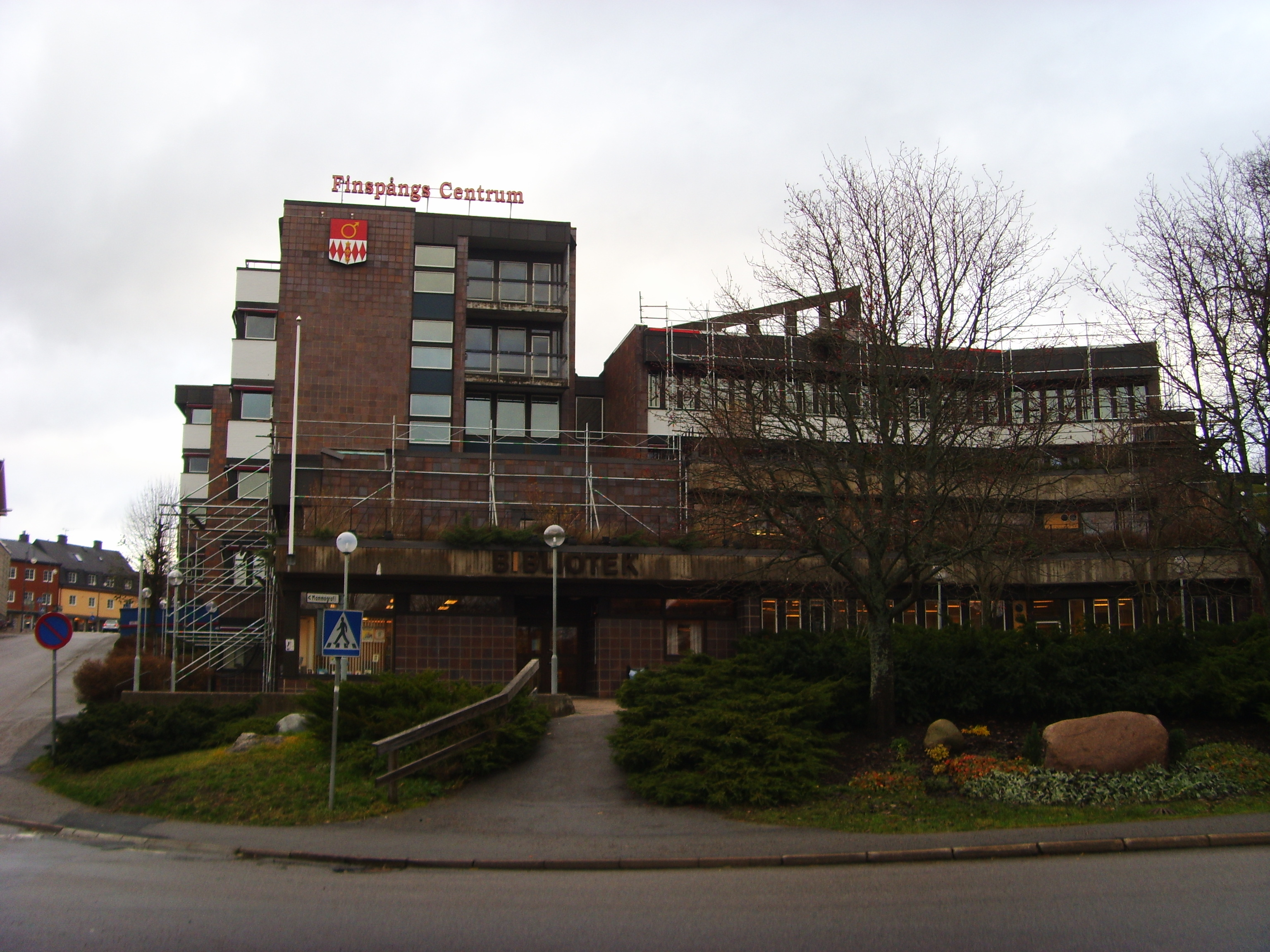
Управа комуни
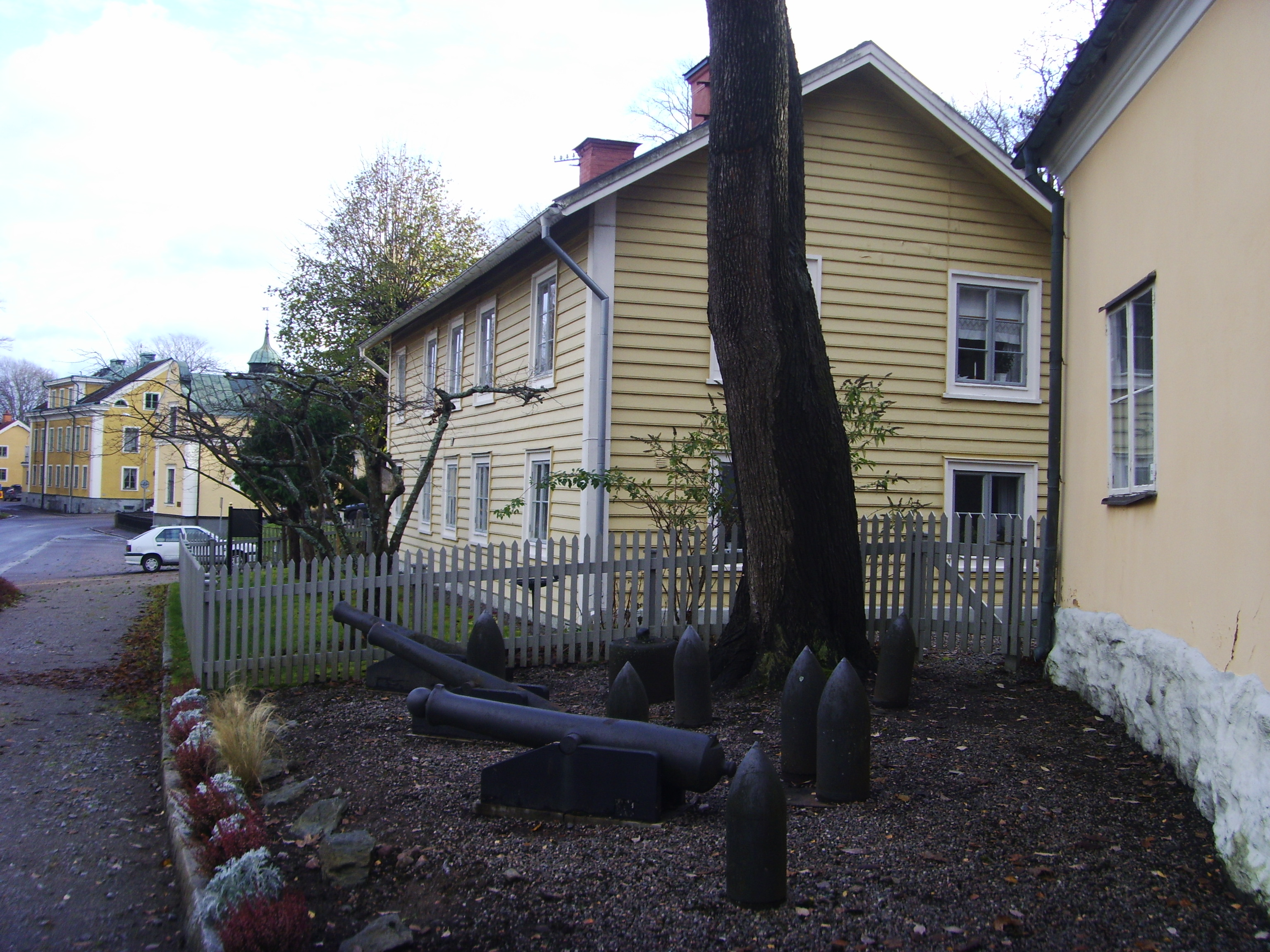
Музей ливарного заводу
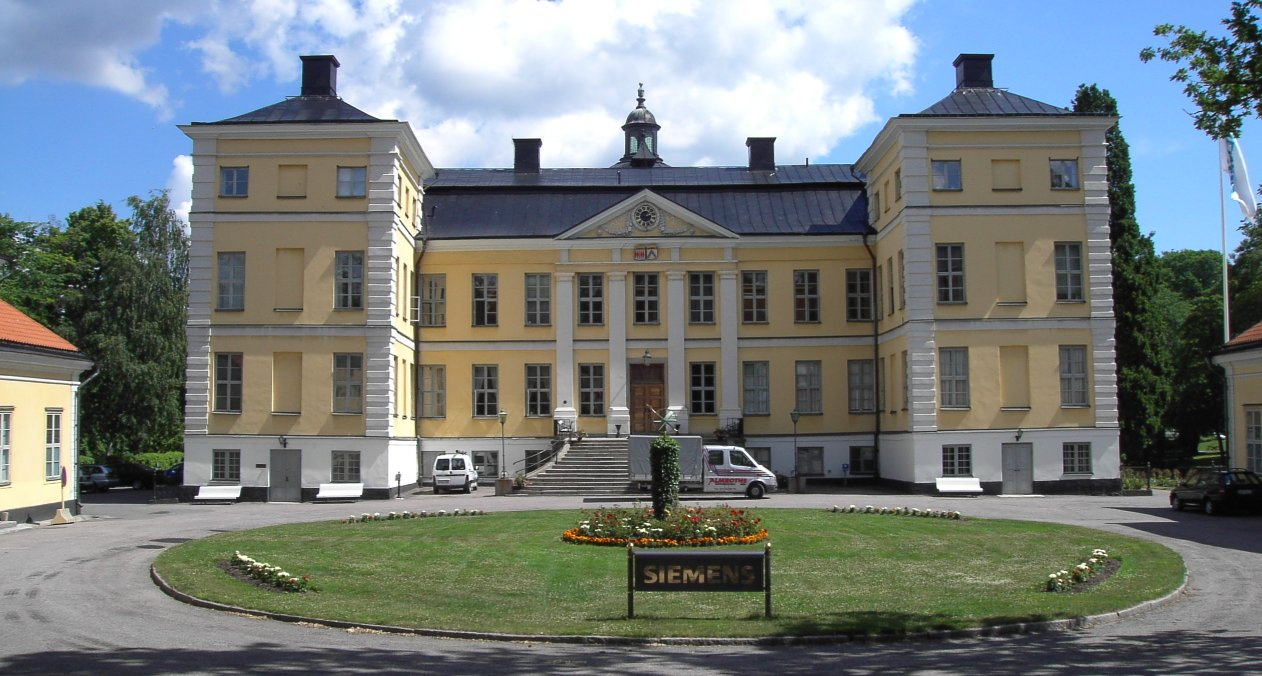
Замок
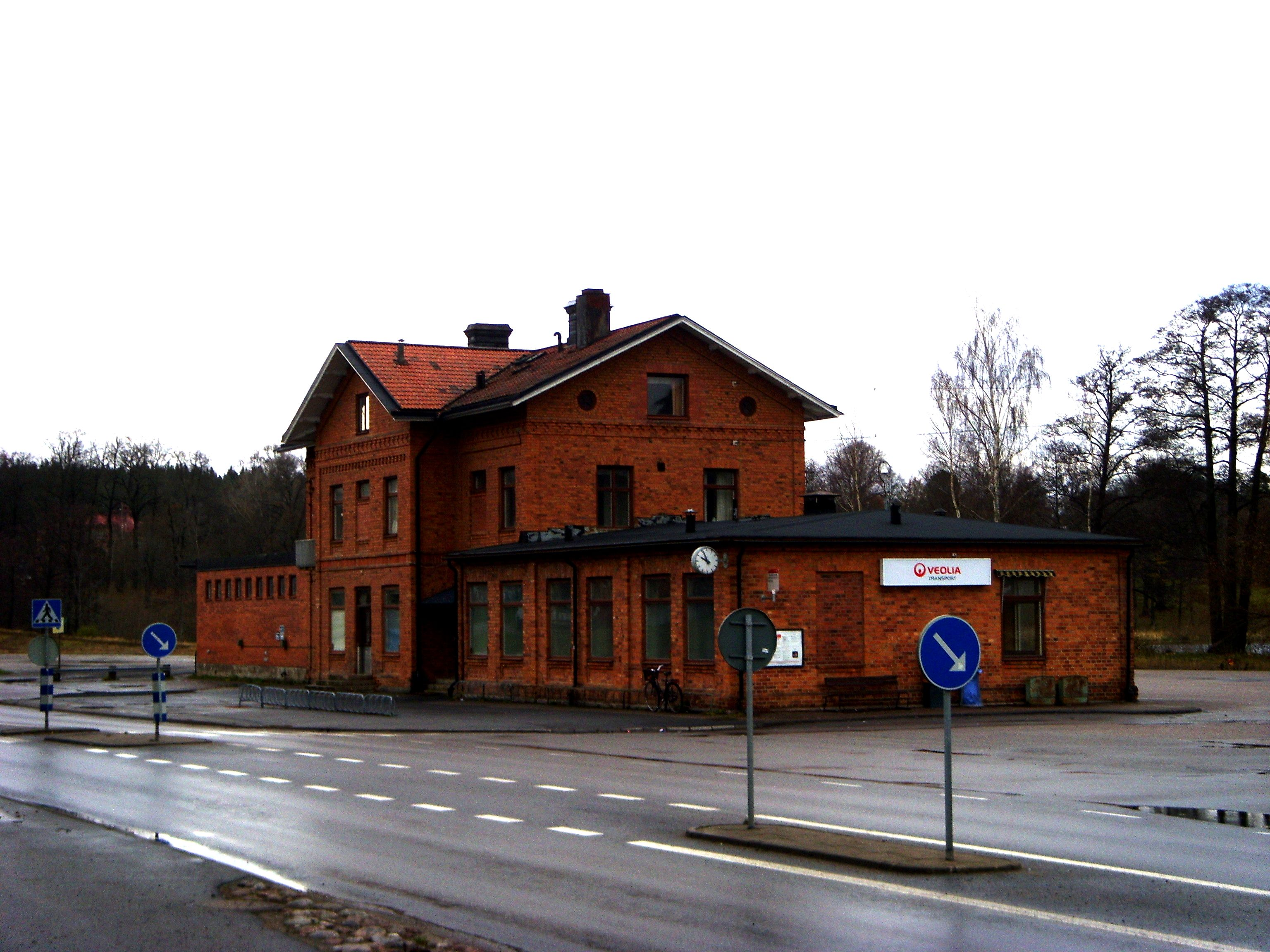
Залізнична станція

## Покликання
- Сайт комуни Фінспонг [Архівовано 4 квітня 2022 у Wayback Machine.]